# Суперпродукція (фільм)
«Суперпродукція» (пол. Superprodukcja) — кінокомедія польського режисера Юліуша Махульського.

## Сюжет
Голова Конецпольський — відомий підприємець і гангстер, який грубо відсуває конкурентів. Але більше засмучує його наречена. Вона нудьгує і хоче залишитися зіркою фільму. Конецпольський змушує відомого кінокритика Янека, щоб він написав сценарій. Але створювати буде важче ніж рецензувати.

## У ролях
- Рафал Круліковський — Янек Джазга, кінокритик
- Піотр Фрончевський — голова Конецпольський
- Януш Ревіньський — Здзіслав Недзельський, кінопродюсер
- Анна Пшибильська — Доната Фйок, наречена Конецпольського
- Марта Ліпіньська — мати Янека
- Магдалена Шейбаль — Марися, подруга Янека
- Кшиштоф Глобіш — Бартек Випиховський, кінорежисер
- Януш Юзефович — Павел Дзьобак, актор
- Роберт Яроцінський — Сташек, людина Конецпольського
- Кшиштоф Кєршновський — поручник Тарковський
- Сильвестер Мацеєвський — капітан Бергман
- Ян Махульський — актор Маріян
- Кристина Янда — відома акторка
- Томаш Саприк — помічник режисера
- Марек Кондрат — фольксдойче
- Чеслав Лясота — кінокритик Чеслав
- Цезари Косінський — кінокритик Тадеуш
- Роберт Вєнцкевич — бандит
- Гжегож Емануель — бандит
- Анджей Грабовський — гангстер «Наполеон»
- Маріан Глінка — гангстер
- Артур Барцись — мандрівник
- Малгожата Кожуховська — акторка, зірка фільму «Свинство»
- Едвард Клосіньський — кінооператор-постановник
- Ян Енглерт — камео
- Роберт Глінски — камео
- Юліуш Махульський — камео
- Ярослав Сокул — Патрик, колекціонер покемонів який вбив та зґвалтував свою мати / танкіст